# Дорожное приключение
«Доро́жное приключе́ние» также известна как Поездочка (англ. Road Trip) — приключенческая молодёжная комедия 2000 года режиссёра Тодда Филлипса, ставшая прорывом для многих молодых актёров. В 2009 году вышло продолжение фильма под названием «Дорожное приключение 2».

## Сюжет
Барри Манилоу проводит экскурсию по университету Итаки и делится историей, которая произошла здесь с его другом.
Джош Паркер и Тиффани Хендерсон — друзья детства, ставшие парой в старшей школе. Они пытаются сохранить отношения на расстоянии: Джош уезжает учиться в университет Итаки (штат Нью-Йорк), а Тиффани — в университет Остина (штат Техас). Со временем их отношения начинают разрушаться. Джош становится неуверенным в себе, так как не может регулярно дозваниваться до Тиффани. Боясь измены, он начинает отправлять ей видеосообщения.
Джош просит своего друга и соседа по комнате Рубина отправить очередное видео Тиффани перед тем, как пойти на занятие по древней философии. Профессор сообщает Джошу, что ему нужно получить оценку не ниже B+, чтобы сдать предмет. Его лучший друг, Эл., убеждает Джоша перестать переживать о Тиффани и обратить внимание на красивую Бет Вагнер. Бет влюблена в Джоша, что сильно раздражает Джейкоба, ассистента преподавателя древней философии, который одержим ею. Позже Эл. устраивает вечеринку, где проводит аукцион с участием девушек, в том числе Бет. Испугавшись Джейкоба, Бет уговаривает Джоша перебить его ставку. Джош и Бет уединяются в его комнате и записывают их секс на видеокамеру.
На следующее утро Джош рассказывает друзьям, что переспал с Бет и записал это на камеру. Друзья сразу же включают запись, ожидая увидеть их ночь, но вместо этого находят любовные послания и песни для Тиффани. Джош уверен, что Рубин отправил Тиффани эту запись. В это время Джош слышит голосовое сообщение от Тиффани: она объясняет, что не звонила, так как у неё умер дедушка, и она не вернется в университет до понедельника.
Джош вместе с Эл и Рубином просит Кайла присоединиться к поездке, так как нужен его автомобиль. Кайл — застенчивый одиночка, который боится своего строгого отца Эрла Эдвардса, владельца машины. Они отправляются в путь, чтобы за три дня проехать 1800 миль до Остина и обратно, оставляя своего друга Барри заботиться о Митче, их змее.
Съехав с магистрали в Бедфорде в поисках «короткого пути», они обнаруживают разрушенный мост. Потеряв пять часов на возврат, они решают перепрыгнуть через пропасть на машине, несмотря на протесты Кайла. Им это удается, но машина разбивается, а учебники Джоша по философии уничтожаются. Они продолжают путь пешком и останавливаются в мотеле. Рубин пытается купить марихуану у неприветливого администратора, но выясняет, что кредитная карта Кайла заблокирована. Чтобы найти транспорт, Эл убеждает слепую женщину Бренду, работающую в школе для слепых, «одолжить» автобус якобы для ремонта, и группа продолжает путешествие.
После серии приключений они добираются до Остина. Джош перехватывает кассету прямо перед приходом Тиффани. Внезапно появляется Эрл, разъяренный из-за машины и кредитной карты, и угрожает забрать Кайла домой. Кайл наконец-то дает отпор отцу, заявляя, что возвращается в университет с друзьями. Эрл нападает на него, что приводит к мини-беспорядкам.
Джош и Тиффани уходят поговорить. В это время Бет звонит Джошу, чтобы предупредить его об экзамене. Пока он разговаривает по телефону, Тиффани начинает смотреть кассету, но на записи оказывается только Барри, показывающий голый зад перед камерой. Джош и Тиффани мирно расстаются. Джош и его друзья возвращаются в Итаку как раз вовремя, чтобы сдать экзамен, — с помощью Бет, которая устроила фальшивый звонок о бомбе.
В конце Барри завершает экскурсию, подводя итоги рассказа: Джош сдал экзамен и остался учиться дальше; он и Бет счастливы вместе и продолжают записывать любительские видео; Джейкоб после окончания университета погиб, возглавив культ и устроив массовое самоубийство, в котором участвовал только он сам; Рубин стал успешным производителем марихуаны; Эл, вдохновленный донорством спермы, начал встречаться с девушкой-медиком; а Кайл стал встречаться с Рондой и наладил отношения с отцом.

## В ролях
| Актёр             | Роль                            |
| ----------------- | ------------------------------- |
| Брекин Мейер      | Джош Паркер                     |
| Шонн Уильям Скотт | И. Эл. Фалдт                    |
| Эми Смарт         | Бет Вагнер                      |
| Пауло Костанцо    | Рубин Карвер                    |
| Ди Джей Куоллс    | Кайл Эдвардс                    |
| Том Грин          | Барри Манилоу экскурсовод       |
| Рейчел Бланчард   | Тиффани Хендерсон девушка Джоша |
| Энтони Рэпп       | Джейкоб                         |
| Фред Уорд         | Эрл Эдвардс                     |
| Мия Эмбер Дэвис   | Ронда                           |
| Энди Дик          | работник мотеля                 |
| Итан Сапли        | Эд                              |
| Оратио Санс       | француз                         |
| Рода Гриффитс     |                                 |
| Мэри Линн Райскаб | «Слепая» Бренда                 |

## Производство
Вымышленный «Университет Итаки» был создан на основе реальных учебных заведений — Колледжа Итаки и Корнеллского университета, расположенных в городе Итака, штат Нью-Йорк. Съемки фильма проходили с 16 октября по 27 декабря 1999 года на территории кампусов нескольких учебных заведений: Академии Вудворда, Технологического института Джорджии, Университета Эмори и Университета Джорджии.

## Критика
На сайте Rotten Tomatoes «Дорожное приключение» получил рейтинг 58 % от критиков (26 обзоров) и 57 % от простых посетителей сайта (93 обзоров). На сайте Metacritic «Дорожное приключение» получило 55 баллов из 100 от критиков, что указывает на «смешанные или средние» отзывы.